# Pandemia de COVID-19 en Rondonia
El primer caso de la pandemia de enfermedad por coronavirus en Rondonia, estado de Brasil, inició el 20 de marzo de 2020. Hay 36.148 casos confirmados y 830 fallecidos.

## Cronología

### Marzo
El 20 de marzo se confirma el primer caso de la COVID-19 en el estado, específicamente en la localidad de Ji-Paraná. Es un hombre, de São Paulo.
El 21 de marzo el estado registra dos casos más, el primero en la capital, Porto Velho. Estos son dos hombres, uno de 35 años y otro de 45 años, que habían regresado recientemente de un viaje.
El 30 de marzo el estado registra la primera muerte debido a la enfermedad de la COVID-19. La paciente era una mujer de 66 años que vivía en Porto Velho. Tenía diabetes e hipertensión arterial sistemática.

## Registro
Lista de municipios de Rondonia con casos confirmados:
| Posición | Municipio           | N.º casos | N.º muertes |
| -------- | ------------------- | --------- | ----------- |
| 1        | Porto Velho         | 508       | 15          |
| 2        | Ariquemes           | 89        | 0           |
| 3        | Ji-Paraná           | 37        | 2           |
| 4        | Urupá               | 16        | 0           |
| 5        | Ouro Preto do Oeste | 10        | 0           |